# Liste der Orte in der kreisfreien Stadt Fürth
Die Liste der Orte in der kreisfreien Stadt Fürth listet die 21 amtlich benannten Gemeindeteile (Hauptorte, Kirchdörfer, Pfarrdörfer, Dörfer, Weiler und Einöden) in der kreisfreien Stadt Fürth auf.

## Systematische Liste
- Die kreisfreie Stadt Fürth mit dem Hauptort Fürth; den Pfarrdörfern Mannhof und Poppenreuth; dem Kirchdorf Sack; den Dörfern Atzenhof, Bislohe, Braunsbach, Flexdorf, Herboldshof, Kronach, Oberfürberg, Ritzmannshof, Ronhof, Steinach, Unterfarrnbach, Unterfürberg und Weikershof; den Stadtteilen Burgfarrnbach, Dambach, Stadeln und Vach.

## A
- Atzenhof

## B
- Bislohe
- Braunsbach
- Burgfarrnbach

## D
- Dambach

## F
- Flexdorf
- Fürth

## H
- Herboldshof

## K
- Kronach

## M
- Mannhof

## O
- Oberfürberg

## P
- Poppenreuth

## R
- Ritzmannshof
- Ronhof

## S
- Sack
- Stadeln
- Steinach

## U
- Unterfarrnbach
- Unterfürberg

## V
- Vach

## W
- Weikershof

| ↑ Zurück zum Inhaltsverzeichnis |